# Dolmens de Madignac
Les dolmens de Madignac sont un groupe de trois dolmens situé à Bozouls, dans le département de l'Aveyron en France.

## Historique
Le dolmen n°1 est inscrit au titre des monuments historiques en 1994 sous le nom de dolmen de la Fontaine aux Chiens.